# 치수석재

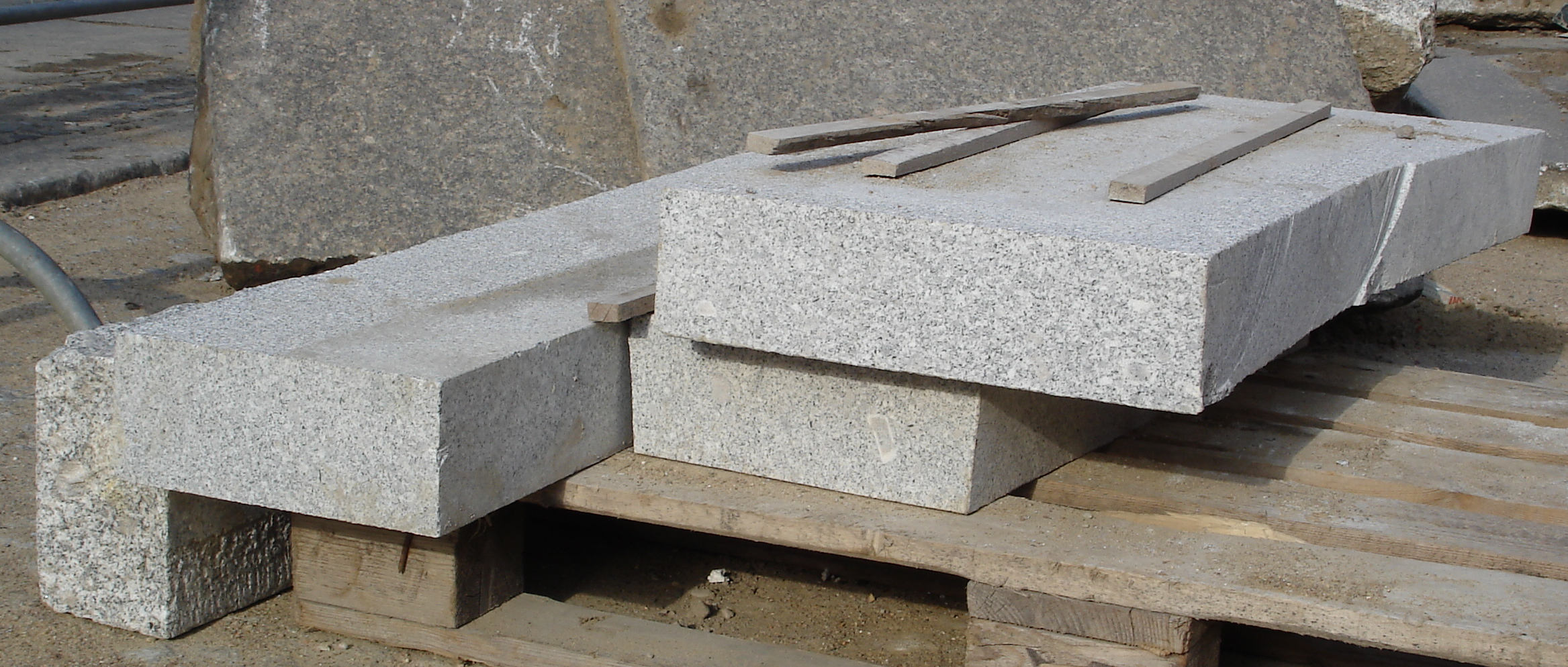
치수석재의 모습.

치수석재(영어: Dimension Stone)는 구조용재로, 일정한 모양과 크기의 블록으로 제작한 건축용 석재이다.

## 같이 보기
- 분류:석조